# Сёдергрен, Андерс
Андерс Сёдергрен (швед. Anders Södergren; 17 мая 1977, Сёдерхамн, Швеция) — шведский лыжник, олимпийский чемпион, бронзовый призёр Олимпийских игр 2006 года. Неоднократный призёр чемпионатов мира.
На этапах Кубка мира дебютировал в 1999 году, в мае 2006 года одержал свою первую победу. Всего на сегодняшний момент имеет три победы на этапах Кубка Мира
Принимал участие в Олимпийских играх в Турине, где завоевал бронзу в составе эстафетной команды. В индивидуальных гонках показал следующие результаты: 15 км (классический ход) — 10-е место, дуатлон 15+15 км — 5-е место, 50 км (масс-старт, свободный ход) — 6-е место.
На Олимпиаде в Ванкувере, стал олимпийским чемпионом в эстафете, в индивидуальных гонках показал следующие результаты: 15 км (свободный стиль) — 25-е место, дуатлон 15+15 км — 10-е место, 50 км (масс-старт, классический стль) — 9-е место.
На чемпионатах мира, за свою карьеру завоевал три серебряные и две бронзовые медали. Андерс Сёдергрен в основном специализируется на длинных дистанциях, в частности он выиграл две гонки на 50 км на этапах Кубка мира.